# Кадакес
Кадакес (на испански: Cadaqués) е град в североизточна Испания, част от провинция Жирона на автономната област Каталония. Населението му е 2918 души (2024).
Разположен е на 23 метра надморска височина в крайбрежната низина на Средиземно море, на 19 километра югоизточно от границата с Франция и на 27 километра източно от Фигерес. Морско пристанище, селището остава практически изолирано по суша до края на XIX век.
В Портлигат до Кадакес се намира къщата на Салвадор Дали, където той живее между 1930 и 1982 г., превръщайки стара рибарска хижа в свой дом и ателие. Днес е музей.